# Leonard Spigelgass
Leonard Spigelgass (* 26. November 1908 in New York City; † 15. Februar 1985 im Los Angeles County, Kalifornien) war ein US-amerikanischer Drehbuchautor und Filmproduzent.

## Leben und Wirken
Ab 1938 war Spigelgass bei den Universal Studios als fester Drehbuchautor unter Vertrag. Insgesamt elf Filme, für die er das Drehbuch schrieb, gewannen den Oscar und 1937 bekam er selbst eine Nominierung für das beste Drehbuch. Als Dramatiker schrieb er unter anderem die Stücke Dear Me the Sky Is Falling, The Wrong Way Light Bulb, A Remedy for Winter und die  Komödie A Majority of One. Letzteres wurde im Jahre 1961 von Mervyn LeRoy verfilmt und erschien in Deutschland unter dem Titel 1000 Meilen bis Yokohama.
Zusätzlich zu seiner Arbeit als Drehbuchautor schrieb Spigelgass Romane wie Million Dollar Baby und Fed to the Teeth. Außerdem war er an Edward G. Robinsons Autobiografie (All My Yesterdays) beteiligt.
Während des Zweiten Weltkriegs war er als Colonel im US Army Signal Corps und arbeitete als Redakteur bei der Zeitschrift „Army, Navy Screen Magazine“.
Er wurde auf dem Hollywood Forever Cemetery bestattet.

## Filmografie

### Drehbuch
- 1934: I’ll Fix It
- 1940: The Boys from Syracuse
- 1941: Agenten der Nacht (All Through the Night)
- 1949: Ich war eine männliche Kriegsbraut (I Was a Male War Bride)
- 1950: Die Tote in den Dünen (Mystery Street)
- 1951: Der Gauner und die Lady (The Law and the Lady)
- 1952: Mein Herz singt nur für Dich (Because You're Mine)
- 1953: Skandal um Patsy (Scandal at Scourie)
- 1954: Athena
- 1955–1957: Climax! (Fernsehserie)
- 1961: 1000 Meilen bis Yokohama (A Majority of One)
- 1962: Gypsy – Königin der Nacht (Gypsy)
- 1981: Die kluge Witwe

### Produktion
- 1935: Princess O’Hara
- 1940: One Night in the Tropics

## Auszeichnungen
- Oscars (Academy Awards)
  - 1937: nominiert für Die Tote in den Dünen

- WGA Award
  - 1950: Ich war eine männliche Kriegsbraut (Nominiert)
  - 1962: A Majority of One (Nominiert)
  - 1963: Gypsy – Königin der Nacht (Nominiert)

- Morgan Cox Award (Writers Guild of America)
  - 1971:  (Gewonnen)

- Valentine Davies Award (Writers Guild of America)
  - 1966:  (Gewonnen)